# Non-disjunctie
Non-disjunctie is het niet op de juiste manier uiteengaan van chromosoomparen tijdens de celdeling, specifiek een meiose- of mitosedeling. Bij 4n krijgen normaal beide cellen tijdens de deling twee chromosomen toegedeeld. Bij non-disjunctie kan dit een andere verdeling geven zoals cel A 1 chromosoom met cel B 3 chromosomen.
Ter gevolge hiervan kunnen ernstige mutaties optreden in de cel. In de biotechnologie wordt hier gebruik van gemaakt. Door een bepaalde stof toe te dienen (bijvoorbeeld colchicine) kan de deling zo beïnvloed worden dat alle chromosomen naar 1 cel gaan. Dan krijgt elke cel in de plant een dubbel aantal chromosomen, wat mogelijk grotere bladeren en vruchten als gevolg heeft. Dit is een tetraploïde plant.
Voorbeelden van fenomenen ten gevolge van non-disjunctie zijn het syndroom van Down en het syndroom van Klinefelter. In 95% van de gevallen is het syndroom van Down te wijten aan een non-disjunctie tijdens de meiose.